# Зеленкино (Саратовская область)
 Зелёнкино — деревня в Татищевском районе Саратовской области в составе сельского поселения Сторожевское муниципальное образование.

## География
Находится на расстоянии примерно 10 километров по прямой на восток от районного центра поселка Татищево.

## История
Официальная дата основания деревни 1875 год. Однако, по другим данным, деревня была основана примерно в 1785 году двумя коллежскими асессоршами — Анастасией Ивановой и Матрёной Федоровой. Дворяне Дудкины с их крепостными крестьянами появились в деревне Зеленкино уже после 1785 года.

## Население
Постоянное население составляло 73 человека в 2002 году (русские 78 %), 68 в 2010.